# اتحاد أرمينيا لكرة القدم
تأسس الاتحاد الأرميني لكرة القدم (بالأرمنية: Հայաստանի Ֆուտբոլի Ֆեդերացիա)‏ في عام 1992م وانضم إلى الاتحاد الدولي لكرة القدم في 1992م وإنضم إلى الاتحاد الأوروبي لكرة القدم في 1993م.

شعار الاتحاد الأرميني حتى عام 2023

ينظّم الاتحاد االدوري الأرميني الممتاز، والدوري الأرميني الأول، وكأس السوبر الأرميني، وكأس استقلال أرمينيا، والدوري الأرميني الممتاز لكرة القدم داخل الصالات. وهو مسؤول عن تعيين إدارة منتخب أرمينيا الوطني لكرة القدم ومنتخب أرمينيا الوطني لكرة القدم للسيدات. ويدير الاتحاد أيضاً منتخب أرمينيا الوطني لكرة القدم للصالات.
وقد حصل الاتحاد على ملعب من العشب الصناعي لكرة القدم من خلال برنامج GOAL التابع للاتحاد الدولي لكرة القدم. 